# 總參謀部大樓 (俄羅斯)

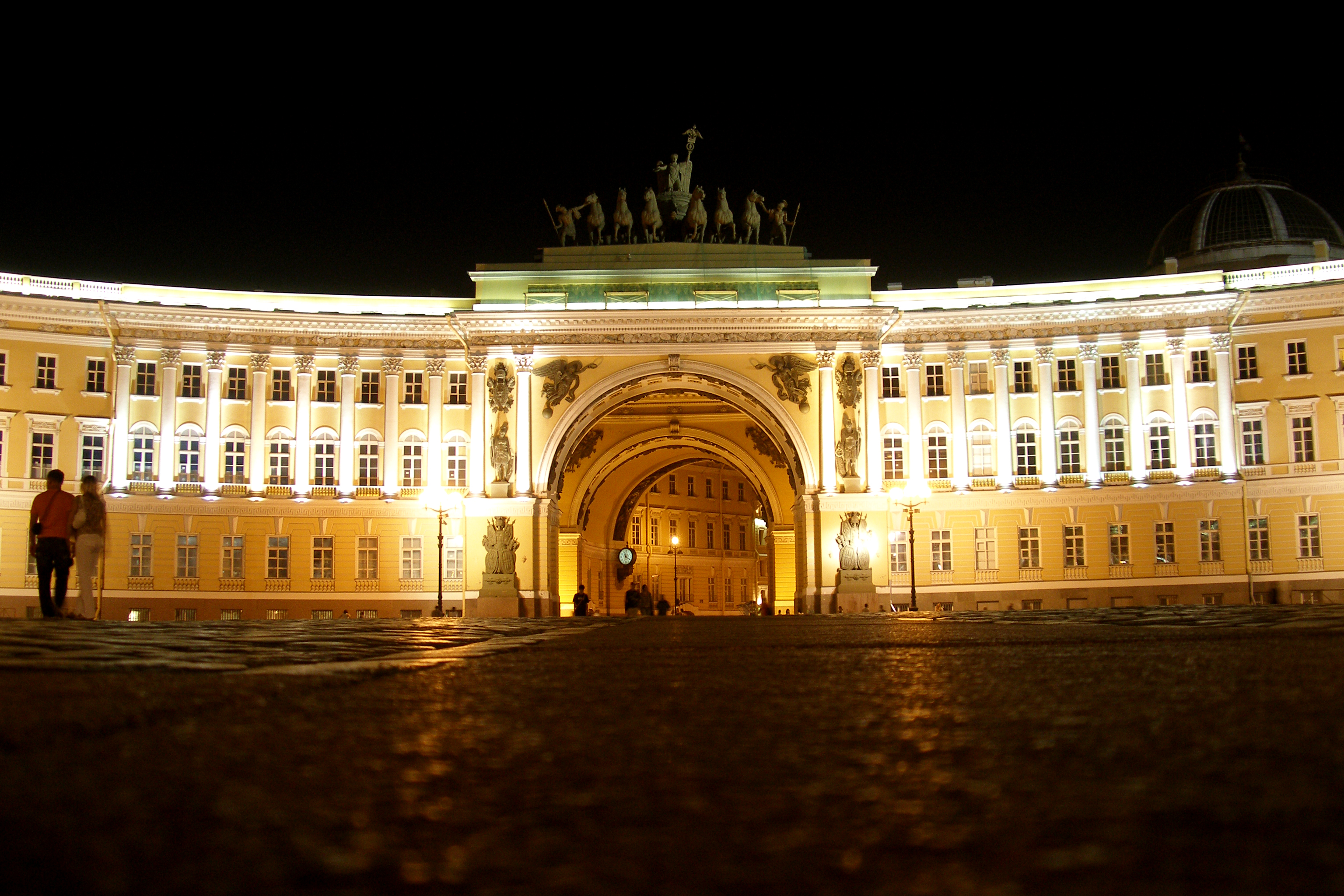
總參謀部大樓

總參謀部大樓（俄语：Здание Главного штаба）是位於俄羅斯聖彼得堡冬宮廣場的一座長580米弓形大樓，位於冬宮前。該建築是一座巨大的新古典主義建築，修建於1819年至1829年。现为俄罗斯列宁格勒军区总部所在地。

## 外部連結
- 维基共享资源上的相關多媒體資源：總參謀部大樓
- General Staff Building （页面存档备份，存于） @ Encyclopaedia of Saint Petersburg

59°56′17″N 30°19′02″E / 59.9381°N 30.3172°E